# Török kávé
A török kávé (törökül türk kahvesi) a kávé elkészítésének egyik módja. A finomra darált kávét egy hosszú nyelű rézedényben (dzsezve, törökül cezve), általában cukorral együtt felfőzik. Mielőtt a főzet felforrna, leveszik a tűzről. Még egyszer vagy kétszer megismétlik ezt a felmelegítést, majd a kávét csészékbe öntik a kávéaljjal (zaccal) együtt. Az így készült kávéspecialitást tej nélkül fogyasztják. A tradicionális török kávéban nincs kardamom bors, ezt csak az arab kávéhoz szoktak adni. Klasszikusan feketén (arabul kahwa sada, قهوة سادة), cukor nélkül isszák.
A kávé ezen elkészítési módját mi török kávénak hívjuk, azonban elterjedt megnevezés, főként az arab világban az „arab kávé” (kahwa 'arabiyya, قهوة عربية), Bosznia-Hercegovinában pedig „bosnyák kávé” (bosanska kafa), Cipruson „ciprusi kávé” (κυπριακός καφές kypriakós kafés), Görögországban "görög kávé" (ελληνικός καφές vagy elliniko) néven ismerik.
A 16. században az Oszmán Birodalomban terjedt el a kávészemek pörkölése, illetve a kávé elkészítésének új módszere, a török kávé.

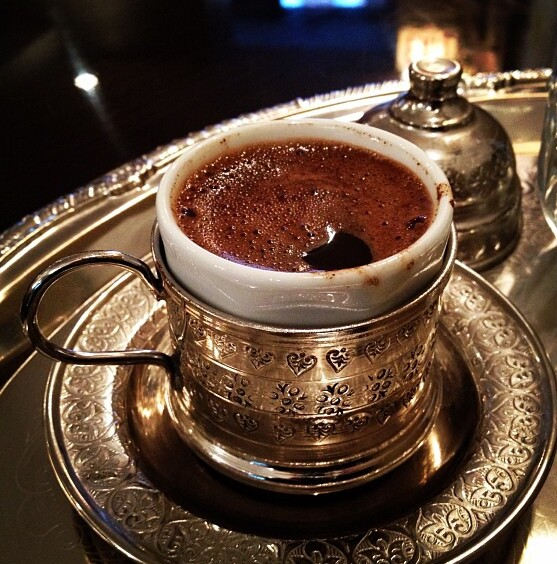
Török kávé

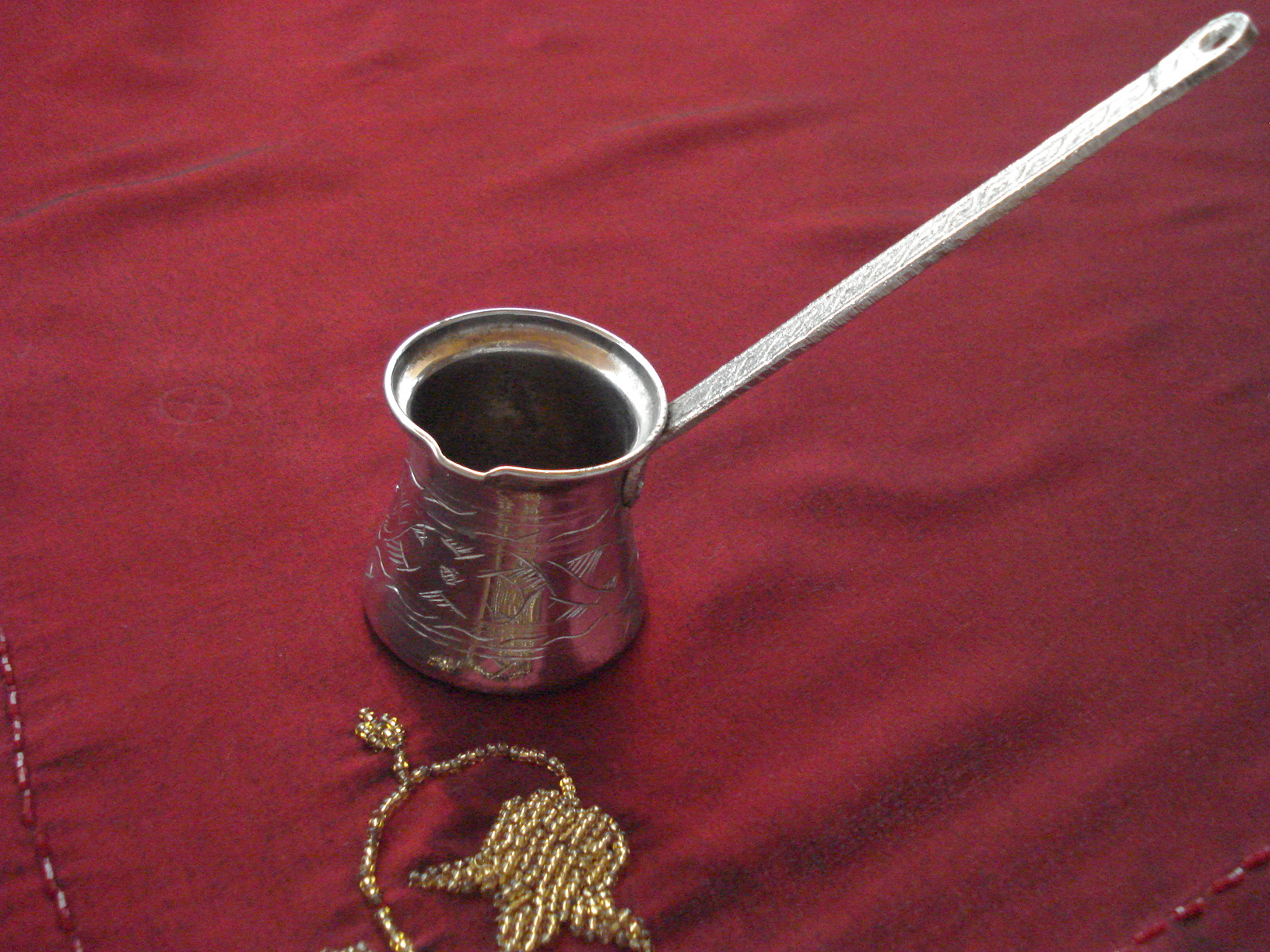
dzsezve - török kávéfőző

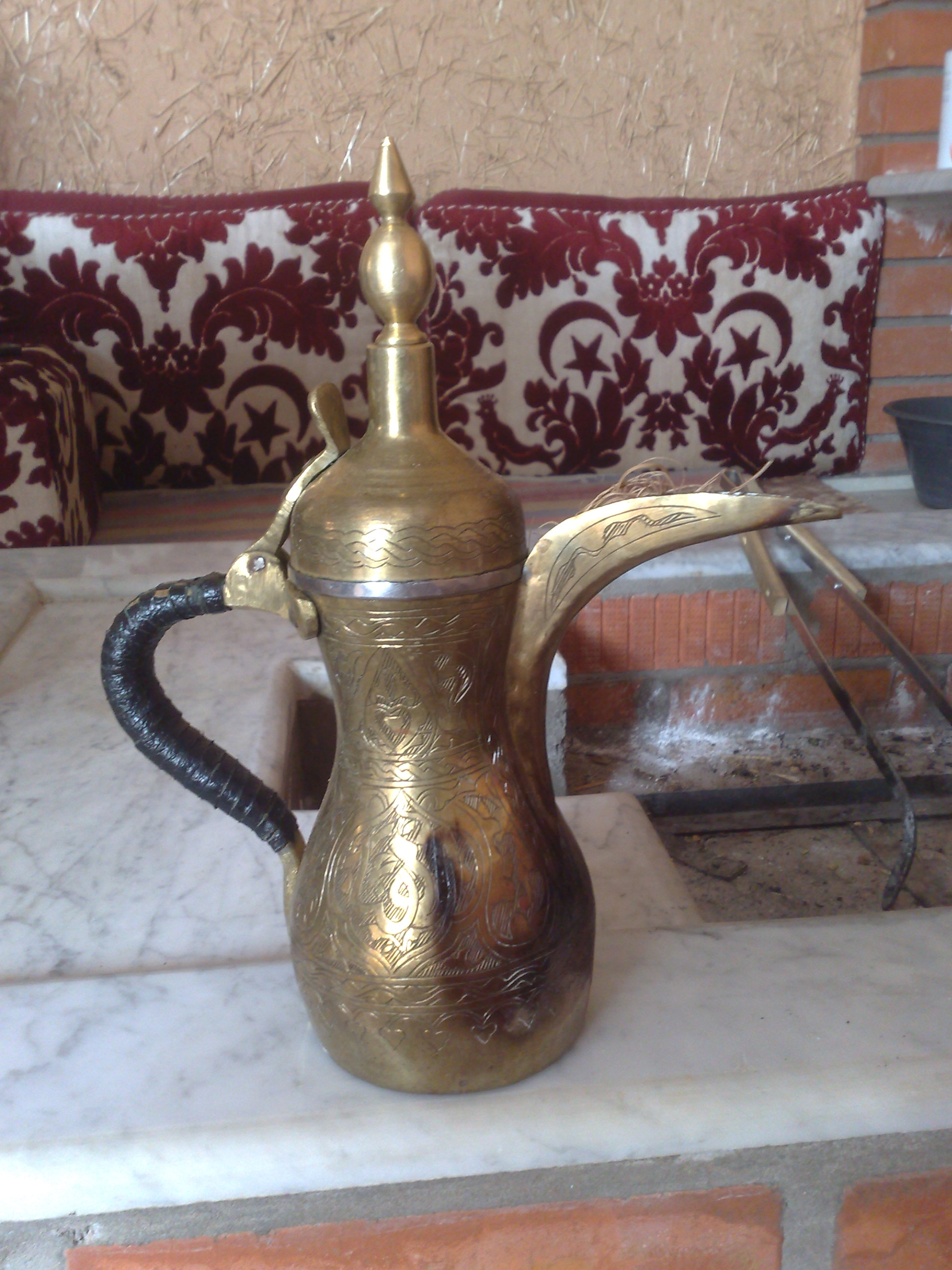
Dallah - arab kávéfőző

## Történet
A török kávé története a 16. századra nyúlik vissza. 1543-ban Özdemir Pasa, az Oszmán Birodalom jemeni kormányzója Jemenből szállította az első kávébabszemeket I. Szulejmán oszmán szultánnak. Később, 1554-ben két szír származású kereskedő - az aleppói Hakam és a damaszkuszi származású Shams - megnyitották az első, Jemenben akkor már ismert és elterjedt kávézókat Isztambulban.
A kávészemeket Törökországban kezdték először pörkölni, majd pörkölés után finomra őrölve egy speciális, dzsezve nevű edényben megfőzni.
A kávéfőzés nemsokára hivatássá nőtte ki magát és az 1550-es években sorra kezdtek nyílni a kávézók Isztambulban. A palotákban pedig külön kávészakértőket (kahveci usta, vagyis barista) alkalmaztak.
A kávézók és a kávézás térhódítását egy 1656-os, a kávézást illegálissá nyilvánító törvény és a kávézókra kirótt magas adók nehezítették Törökországban.
Szintén a 17. században kezdett terjedni a kávé, illetve a török kávé mint főzési eljárás Törökországon kívül is, először Velencében, majd Franciaországban, Ausztriában.

## Eszközök
A török kávé az ital elkészítésének módjára, és nem a kávé fajtájára (Arabica, Robuszta), illetve nem is a kávé pörkölési (olasz, francia, bécsi) módjára utal. A török kávé elkészítéséhez szükséges alapanyagok és eszközök: finomra őrölt kávé, őrölt kardamom (opcionális), cukor (ízlés szerint), hideg víz, forraló edény (dzsezva vagy ibrik), teáskanál és tűzhely (tradicionálisan faszén, de természetesen gáz- vagy villanytűzhely is megfelelő). Hagyományosan fül nélküli kávéscsészében kínálják.

## Elkészítés
A megfelelő mennyiségű hideg vizet – adagonként 90-100 ml – öntsük az ibrikbe, adjuk hozzá ízlés szerint a cukrot, majd közepes hőfokon kezdjük el melegíteni, de ne forraljuk fel! Adjuk hozzá az őrölt kávét – adagonként 1-2 púpozott kávéskanál – és a kardamomot (adagonként 1/8 teáskanál). Ne keverjük össze, csak hagyjuk, hogy a kávé “ússzon” a víz felszínén. Amikor a kávéőrlemény kezd süllyedni, akkor keverjük meg néhányszor. A hőfok növekedésével, miután hab képződik a folyadék felszínén, vegyük le az ibriket a tűzhelyről. Ismételjük meg ezt még kétszer vagy háromszor. Fontos, hogy soha ne forraljuk fel az italt! A cél, hogy minél vastagabb hab képződjön. Ha az ital felforr, akkor a hab „elpárolog”.
Öntsük a kávét csészébe. Több csészényi adag készítése esetén ajánlott a habot külön kikanalazni a csészékbe, majd a kávét ráönteni.

## Változatok
Az arab és török kávé elnevezéseket sokszor szinonimaként használják, azonban a két kávé, illetve az élkészítésük és tálalási módjuk között van egy kicsi, de jól meghatározott különbség.
A Közel-Keleten alapvetően kétféle kávé terjedt el: az arab kávét jellemzően Szaúd-Arábiában, Kuvaitban és Jemenben fogyasztják. A beduinok hagyományos itala is az arab kávé.
A török kávé pedig az arab világ Levante területén - azaz Szíria, Libanon, Jordánia, Palesztina -, illetve a valaha az Oszmán Birodalom befolyása alatt álló országokban és nagy városokban népszerű.
Az arab kávét egy külön edényben készítik és egy másikban szolgálják fel, amit dallahnak (arabul دلة) hívnak. Általában cukor nélkül isszák, azonban családi összejöveteleken, ünnepeken gyakran mindenkinek édesen szolgálják fel.